# Le Sens du vent
Le Sens du vent (titre original : (en) Look to Windward) est un roman de science-fiction de l'écrivain écossais Iain Banks et paru pour la première fois en langue anglaise en 2000. Le roman fait partie du Cycle de la Culture. 

## Résumé
L'histoire se déroule 800 ans après la guerre entre la Culture et les Idirans. Cette guerre s'est finie de façon regrettable, par la destruction inutile et totale de deux systèmes solaires, la Culture ayant refusé les offres de négociation des Idirans.
La lumière des novas va atteindre l'Orbitale Masaq. Le Central (Intelligence artificielle) qui gère celle-ci commande alors à Marhai Ziller, compositeur chelgrien en exil, une grande œuvre qui honore les morts de cette guerre où le Central a durement combattu.
Cependant, il arrive encore à la Culture de se tromper. En voulant démocratiser la civilisation chelgrienne, elle a déchaîné une guerre des castes. Les Chelgrien-Puen, ceux des Chelgriens qui ont déjà atteint la Sublimation, exigent le prix du sang pour recueillir les quatre milliards de morts. 
En effet, les Chelgriens ont ceci d'exceptionnel que leurs garde-âmes cérébraux, en plus de sauvegarder l'esprit avant la mort, leur permettent aussi de se Sublimer individuellement, et non en masse comme les autres espèces. Mais la tradition exige que cette mort soit d'abord vengée. Ici, la faute est attribuée à Ziller (ex-meneur du mouvement égalitariste) et à la Culture.
Le major Quilan est tiré du monastère où il pleure sa femme, morte sans sauvegarde. Envoyé sur Masaq, il doit officiellement regagner Ziller à la cause de son espèce, et surtout procéder au sacrifice en question. Mais celui de qui, et comment ? Lui-même l'ignore, on a effacé ses souvenirs. Le colonel Hadesh Huyler, téléchargé dans son garde-âmes, doit le lui rappeler en temps utile.

## Prix littéraires
Ce roman a reçu le Prix du Cafard Cosmique en 2003.